# Олівія Скуг
Олівія Скуг (швед. Olivia Alma Charlotta Schough, нар. 11 березня 1991) — шведська футболістка, срібна призерка Олімпійських ігор 2016 року.

## Виступи на Олімпіадах
| Олімпіада           | Дисципліна | Місце |
| ------------------- | ---------- | ----- |
| Ріо-де-Жанейро 2016 | футбол     | 2     |

## Зовнішні посилання
- Олівія Скуг — олімпійська статистика на сайті Sports-Reference.com (англ.) (архівна версія)